# 北駅のソリチュード
「北駅のソリチュード」（きたえきのソリチュード）は、河合奈保子の19枚目のシングル。1984年12月5日に日本コロムビアからリリースされた。EPの規格品番はAH-525。

## 概要
前作「唇のプライバシー」と同様、A・B面曲ともに作詞を売野雅勇、作曲を筒美京平が担当している。
アルバム『さよなら物語-THE LAST SCENE and AFTER』と同時発売であるが、A・B面曲とも同アルバムには収録されていない。
リリース時期がクリスマス間近だったことから、シングルレコードには河合本人の手書きによるメッセージが掲載されたクリスマスカードが添付された。
ジャケット写真は立木義浩が撮影したもの。

## 収録曲
- 両楽曲共に、作詞：売野雅勇／作曲：筒美京平

1. 北駅のソリチュード
編曲：萩田光雄
2. バラードを止めて
編曲：矢島賢・矢島マキ